# Svartholms örarna (vid Töftö, Vårdö, Åland)
Svartholms örarna är skär i Åland (Finland). De ligger i Skärgårdshavet och i kommunen Vårdö i landskapet Åland, i den sydvästra delen av landet. Öarna ligger omkring 24 kilometer öster om Mariehamn och omkring 250 kilometer väster om Helsingfors.
Arean för den av öarna koordinaterna pekar på är 3 hektar och dess största längd är 300 meter i sydväst-nordöstlig riktning. Trakten är glest befolkad. Närmaste större samhälle är Lemland, 18,6 km sydväst om Svartholms örarna.